# جان فرانسوا جنتيل
جان فرانسوا جنتيل (1789م-1852م) هو رجل عسكري فرنسي ساهم في احتلال الجزائر · .

## العائلة
وُلِدَ «جان فرانسوا جنتيل» بتاريخ 8 مارس 1789م في منطقة السين قرب باريس في فرنسا.
والده هو «نيكولا جان فرانسوا سيجيسبير جنتيل» (بالفرنسية: Nicolas-Jean-François-Sigisbert Gentil)‏ الذي كان «مدير الأملاك العقارية» لدى لويس السادس عشر ملك فرنسا، ووالدته هي «آن باري» (بالفرنسية: Anne Barry)‏.

## تكوينه العسكري
التحق «جان فرانسوا جنتيل» بمدرسة سان سير العسكرية بتاريخ 29 ديسمبر 1808م.
وبعد تكوين أولي دام 6 أشهر، تم تعيينه في الرتبة العسكرية المتمثلة في ملازم ثان بتاريخ 27 جوان 1809م، ليتم بعد ذلك إدماجه في «الفوج الأول من الصيادين ضمن التجنيد الإجباري أو خدمة عسكرية» (بالفرنسية: 1er régiment de chasseurs-conscrits)‏ الذي تحول بعد ذلك إلى «الفوج الثالث من المشاة القناصين في الحرس الإمبراطوري» (بالفرنسية: 3e régiment de voltigeurs de la Garde impériale)‏.

## مساره المهني
تمت ترقية «جان فرانسوا جنتيل» إلى الرتبة العسكرية المتمثلة في ملازم بتاريخ 6 ديسمبر 1811م ضمن صفوف «فوج الفرسان الصيادين في الحرس الإمبراطوري» (بالفرنسية: Régiment de flanqueurs-chasseurs de la Garde impériale)‏.
ثم تمت ترقيته إلى الرتبة العسكرية المتمثلة في ملازم مدرب رائد بتاريخ 15 ديسمبر 1812م ضمن صفوف «الفوج الأول من المشاة القناصين في الحرس الإمبراطوري» (بالفرنسية: 1er régiment de voltigeurs de la Garde impériale)‏.
وتلت ذلك ترقية جديدة إلى الرتبة العسكرية المتمثلة في نقيب مدرب رائد بتاريخ 8 أفريل 1813م.
وبتاريخ 1 أوت 1814م، تم إدماج «الفوج الأول من المشاة القناصين في الحرس الإمبراطوري» مع قوات «الفوج الثاني والثلاثين من المشاة» (بالفرنسية: 32e régiment d'infanterie)‏ الذي صار بعد ذلك بقليل «الفوج الواحد والثلاثين من المشاة» (بالفرنسية: 31e régiment d'infanterie)‏.
ثم انتقل بتاريخ 13 أفريل 1815م إلى صفوف «الفوج الرابع من المشاة القناصين في الحرس الإمبراطوري» (بالفرنسية: 4e régiment de voltigeurs de la Garde impériale)‏ للتكوين في مدينة روي-مالميزون ثم في الاحتياط في ثكنة سواسون.
وتم التخلي عن خدماته في الجيش الفرنسي بواسطة التحجيم وعدم النشاط بتاريخ 12 سبتمبر 1815م.

## أوروبا
عمل «جان فرانسوا جنتيل» في مختلف بلدان أوروبا في الفترة من 1809م إلى 1815م.

### ألمانيا
تم إرسال «جان فرانسوا جنتيل» للخدمة في ألمانيا في سنة 1809م.

### إسبانيا
انتقل «جان فرانسوا جنتيل» للخدمة في إسبانيا ما بين 1810م و1811م.

### روسيا
تم إرسال «جان فرانسوا جنتيل» للخدمة في روسيا خلال سنة 1812م.
وبسبب الجو البارد والقاسي، فإن رجليه قد تجمدا بما تسبب في فقدانه كل أصبعه الكبير مع سلامى اثنين من أصبعين آخرين في قدميه.

### مملكة ساكسونيا
وخلال خدمة «جان فرانسوا جنتيل» في مملكة ساكسونيا أثناء سنة 1813م، أصيب بجروح إثر طلقة رصاص استقرت في ذراعه الأيسر خلال «معركة درسدن» بتاريخ 26 أوت 1813م.
وتم تقليده وسام جوقة الشرف جراء هذه البطولة بتاريخ 14 سبتمبر 1813م.

### فرنسا
تمت إصابة «جان فرانسوا جنتيل» بطلقة رصاص في رأسه خلال سنة 1814م أثناء خدمته في فرنسا.
وحدث هذا الجرح أثناء «معركة إبنال» بتاريخ 11 جانفي 1814م.
وقد تمكن «جان فرانسوا جنتيل» خلال سنة 1815م من إظهار شجاعته ومغامرته خلال حصار مدينة سواسون بتاريخ 17 جويلية 1815م.
كما تمت إعادة إدماجه بتاريخ 20 نوفمبر 1816م، بعد إنشاء «فيالق الأقاليم» (بالفرنسية: Légions départementales)‏، في الرتبة العسكرية المتمثلة في نقيب ضمن فيلق إقليم أور.

## احتلال الجزائر
كان قدوم «جان فرانسوا جنتيل» إلى الجزائر إتماما وتكملة لما بدأه الماريشال ماكسيميليان جوزيف شوينبيرغ في سهل متيجة ومنطقة القبائل من ترسيخ لسلطة الاحتلال الفرنسي.
ذلك أن «جان فرانسوا جنتيل» أعيد إدماجه كقائد كتيبة عسكرية ضمن «الفوج الرابع من المشاة» (بالفرنسية: 4e régiment d'infanterie)‏ بتاريخ 8 نوفمبر 1832م.
وشارك بهذه الصفة القيادية في حملات الاحتلال الفرنسي ما بين سنتَيْ 1833م و1834م في الجزائر.

### معركة بجاية (1833)
تم اقتراح «جان فرانسوا جنتيل» لتقلد «وسام الجيش الفرنسي» بسبب انضباطه الكبير أثناء معركة 12 أكتوبر 1833م في منطقة القبائل أين قاد فيلقه إلى الاستحواذ على طاحونة محصَّنة بإحكام أدى طرد القبايل منها إلى احتلال مدينة بجاية بصفة نهائية.
ونال تكريما خاصا بمناسبة هذه المعركة حينما تم تقليده «وسام صليب ضابط جوقة الشرف» بتاريخ 18 أفريل 1834م.
وقد عاد إلى فرنسا في نفس السنة لتتم ترقيته إلى رتبة مقدم بتاريخ 31 ديسمبر 1835م وإدماجه مع «الفوج السابع عشر من المشاة» (بالفرنسية: 17e régiment d'infanterie)‏.

### معركة موزاية (1840)
تمت ترقية «جان فرانسوا جنتيل» إلى رتبة عقيد بتاريخ 15 سبتمبر 1839م وإعطاؤه قيادة «الفوج الرابع والعشرين من المشاة» (بالفرنسية: 24e régiment d'infanterie)‏.
ثم عاد إلى الجزائر ليلتحق بفوجه مشاركا مع جنوده في معركة احتلال «ثنية موزاية» خلال سنة 1840م.
وكانت بسالته في المعركة كفيلة باقتراحه لتقلد رتبة «وسام قائد جوقة الشرف» بتاريخ 29 جويلية 1840م.
وصار «الفوج الرابع والعشرون من المشاة» تحت قيادته أحد أشرس وأكفأ الأفواج العسكرية، وحينما تم تعيين «الدوق دومال» في رتبة مقدم بادر «ملك فرنسا» إلى اختيار «الفوج الرابع والعشرين من المشاة» ليكون الفوج الذي سيُدمج فيه ابن الملك.
وكان هذا الاختيار الملكي بمثابة اعتراف بشجاعة هذا الفوج من المشاة وبخصال قائده «جان فرانسوا جنتيل» الذي كان رمزا فرنسيا في الإحساس بالواجب والشرف العسكري.

### حملة المدية (1841)
تميز «جان فرانسوا جنتيل» مع فوجه خلال حملة تموين الحامية العسكرية الفرنسية في مدينة المدية في شهر ماي 1841م، وخلال حملة فصل الخريف من نفس السنة ضد المقاومين في التيطري.

### حملات المشاة (1842)
قاد «جان فرانسوا جنتيل» في بداية سنة 1842م، عدة مرات وبكثير من الجدارة، واحدة من «وحدات المشاة الثلاثة» في «جيش الاحتلال الفرنسي»، أين تميز مع جنوده في صد المقاومين الجزائريين أينما تم الاشتباك معهم.
وقد أثنى عليه «الجنرال بيجو» كثيرا بمناسبة انتصاراته المتكررة لبسط النفوذ الفرنسي على أرض الجزائر.
ثم تمت ترقيته إلى الرتبة العسكرية المتمثلة في «ماريشال ميدان» بتاريخ 28 أفريل 1842م ليتم وضعه تحت تصرف «الحاكم العام للجزائر» وتكليفه مؤقتا بقيادة «إقليم وهران».

### معركة سيدي راشد (1843)
تم وضع «جان فرانسوا جنتيل» على رأس «الفرقة العسكرية المتنقلة» لمدينة مستغانم بتاريخ 25 أكتوبر 1842م خلفا «للجنرال داربوفيل».
وخلال حملة شتاء 1842م إلى 1843م التي دامت ستة شهور، أقدم «جان فرانسوا جنتيل» مع «فرقته المتنقلة» على مجريات «معركة سيدي لكحل» ثم «معركة سيدي راشد» أين قامت مجموعتان من الفوج الثاني من صيادي إفريقيا على مجابهة شرسة مع أكثر من 800 فارس تابع لجيش الأمير عبد القادر الجزائري.
كما عَبَرَ «جان فرانسوا جنتيل» مياه «نهر الشلف» خلال نفس الحملة رفقة 900 فارس ينتطون الأحصنة، من بينهم 400 فارس نظامي، بما أن هذا النهر الغزير لا يمكن لجنود المشاة عبوره، وترتب عن ذلك العبور فك الحصار عن مدينة «مازونة» التي كانت على وشك السقوط تحت سلطة الأمير عبد القادر.

### معركة تادمايت (1844م)

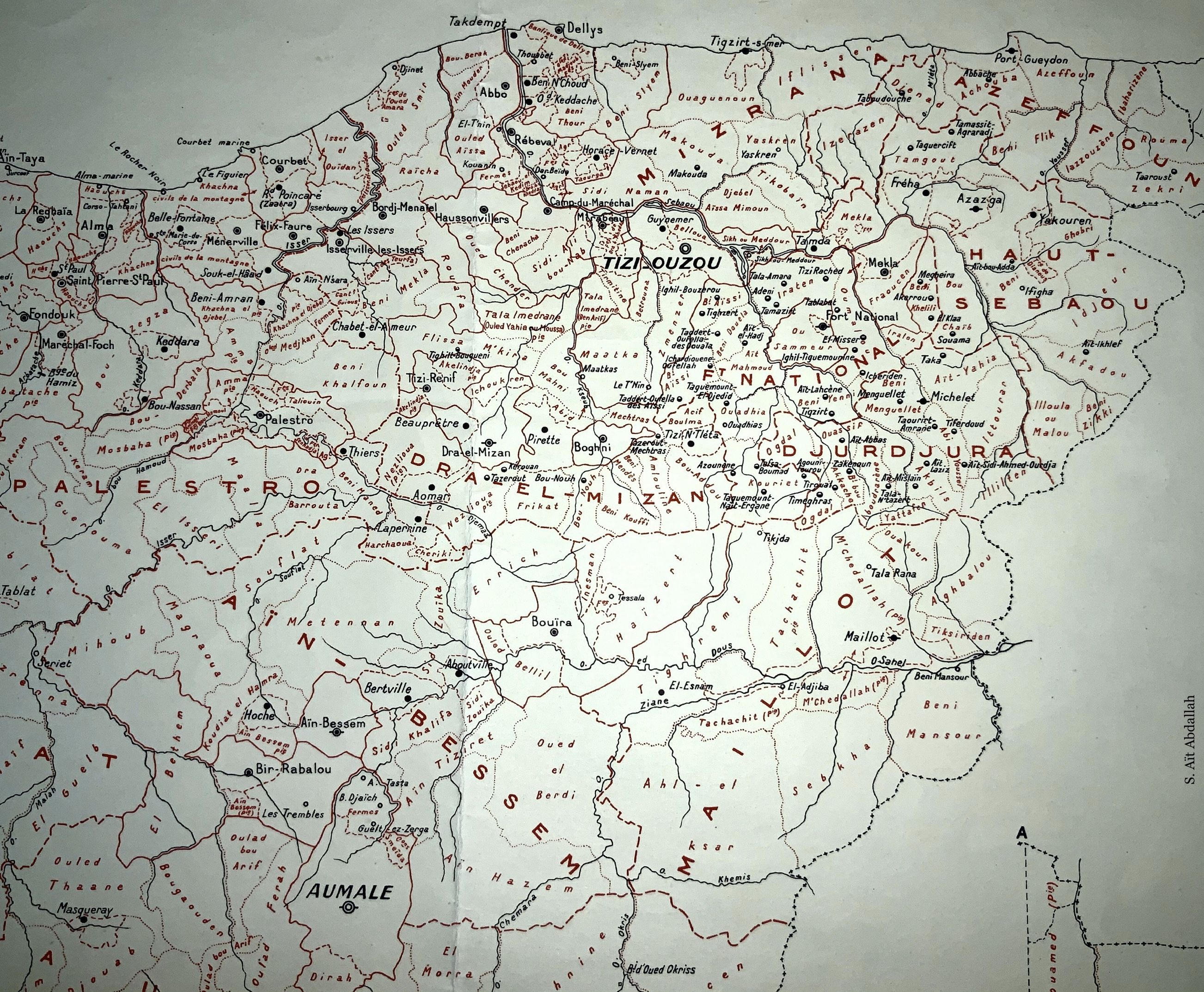
قبائل منطقة الزواوة

تم تعيين «جان فرانسوا جنتيل» في بداية سنة 1844م على رأس قيادة المقاطعة العسكرية الفرعية حول منطقة مدينة الجزائر، أين شارك في الحملة ضد منطقة القبائل التي تكللت بانتصار قوي ودموي في معركة منطقة «وارزدين» حيث أعلنت قبائل «فليسة أومليل» خضوعها لفرنسا.
فلقد قام «الجنرال بيجو» بتنظيم حملة عسكرية ضد الخليفة «أحمد بن سالم» في منطقة تادمايت أثناء شهر أفريل 1844م ليحذر القبائل الزواوية التي لا تزال وفية لدولة الأمير عبد القادر.
وكان انطلاق قوات «الجنرال بيجو» من الحراش بتاريخ 27 أفريل 1844م في جيش تعداده ما بين 6.000 و8.000 جندي بعد أن تم تجميع الحشد منذ تاريخ 25 أفريل 1844م، وبعد 18 يوما من السير نحو جرجرة تخلله اشتباكان مع المقاومين الجزائريين، تم الإبقاء على جزء من هذا الحشد في تادمايت تحت قيادة «الجنرال جنتيل» و«الجنرال كورت» و«العقيد شميت»، لتواصل البقية التقدم نحو جبال «سيدي علي بوناب».
أما «الجنرال بيجو» فقد واصل تقدمه نحو قبائل ودواوير «فليسة أومليل» قبل أن يتم الهجوم على القوات الفرنسية من طرف فرسان «أحمد بن سالم» ثم يبادر الجزائريون إلى الانسحاب الفوري نحو مرتفعات «سيدي علي بوناب».
وبعد 14 ساعة من المعركة والاشتباك بين الطرفين، قرر «الجنرال بيجو» الانسحاب بعد أن فقد 32 جنديا فرنسيا.
وكانت خسائر المقاومين القبايل كبيرة كذلك، في حين أن بعضا من قراهم تم إحراقها وتخريبها.
فإذا بقائد «فليسة أومليل» المدعو «بن زعموم» يتقدم نحو مخيم الفرنسيين بعد نهاية المعركة ليوقع الهدنة مع فرنسا ويحصل على تثبيته كقائد على قبيلته من طرف فرنسا.
ذلك أن «فليسة أومليل» كانت تضم 30.000 جندي محارب، وكانت معركة شهر أفريل 1844م قد شهدت مشاركة 18.000 جندي جزائري لمواجهة 2.600 جندي فرنسي بعد أن تم الإبقاء على أكثر من 3.400 جندي فرنسي في تادمايت.

### معارك 1845م-1846م
قام «جان فرانسوا جنتيل» خلال حملات إخماد الثورات الجزائرية الأخيرة ما بين سنتَيْ 1845م و1846م بمواجهة قوات الأمير عبد القادر الذي كان يهدد بمعاودة اكتساحه الفظيع لسهل متيجة مثلما فعله في سنة 1839م.
فتوجه «الجنرال جنتيل» على رأس كتيبة قليلة العدد خلال مسيرة ليلية حثيثة ليفاجئ عند مطلع فجر يوم 6 فيفري 1846م مخيم جنود الأمير عبد القادر أين قام بتدمير المكان وقتل الجنود وتشتيت الفرسان.
وكان هذا الانتصار غير المنتظر كفيلا بتجنيب مستوطنات سهل متيجة ومدينة الجزائر أخطار اكتساح المقاومين، بما جعل حلفاء وعملاء فرنسا من الأهالي يطمئنون بعدما أصابهم الذعر لبعض الوقت، كما بث الرعب في المقاومين الجزائريين المنتشرين، وطمأن المستوطنين الفرنسيين في مزارعهم.

### معركة تيزي وزو (1845م)
شارك الجنرال «جان فرانسوا جنتيل» في معركة مع القبايل في منطقة برج تيزي وزو خلال شهر جوان 1845م.
ذلك أن الآغا السابق للأمير عبد القادر لدى «قبيلة عمراوة» المدعو «بلقاسم أوقاسي» مع الخليفة أحمد بن سالم قد حاولا خلال شهر مارس 1845م استنهاض التمرد لدى كل القبائل الزواوية المحيطة بواد سيباو القريب من برج تيزي وزو من أجل استرجاع نفوذهما على المنطقة، ومبشرين القبايل بقرب قدوم الأمير عبد القادر بعد انتصاراته الباهرة في منطقة الغرب الجزائري.
فقامت بعض بطون «آيث إيراثن» و«آيث فراوسن» و«آيث جناد» بتلبية نداء «بلقاسم أوقاسي» وأحمد بن سالم من أجل طرد القياد الذين نصبتهم فرنسا في المنطقة.
إلا أن أعوان الاحتلال الفرنسي جمعوا حشودهم من الجنود العملاء منذ الوهلة الأولى من التمرد وتحصنوا في «برج تيزي وزو» وأرسلوا إلى مدينة الجزائر من يخبر الحاكم العام بالوضعية الحرجة التي هم عليها.
فبادر «الجنرال دي بار» (بالفرنسية: De Bar)‏ بإرسال حوالي 200 فارس، يشرف عليهم «قائد منطقة يسر»، إلى تيزي وزو من أجل دعم «القياد المعينين» لصد هجوم المقاومين القبايل.
وتبع هذا الدعم قدوم كوكبة أخرى من الفرسان الذين أرسلهم «قائد منطقة الخشنة» المدعو «القايد العربي» لدعم حامية تيزي وزو.
وتم التحام الجيشين، المقاومون الزواوة من جهة وأعوان فرنسا من جهة أخرى، في منطقة «أولاد بوخليفة» (بوخالفة) في بداية شهر جوان 1845م أين انهزم «بلقاسم أوقاسي» وأحمد بن سالم مع المقاومين القبايل الذين كانوا معهما.
وكانت خسائر المقاومين الزواوة متمثلة في بعض القتلى، ودفعهم ذلك إلى التخلي عن «بلقاسم أوقاسي» وخليفته خاصة بعدما علموا ولمحوا مخيم الجنرال «جان فرانسوا جنتيل» الذي أقبل لدعم أعوان الاحتلال في تيزي وزو.
فتدعمت قيادة حلفاء فرنسا في المنطقة بعد قدوم الجنرال «جان فرانسوا جنتيل»، وكان استسلام «فليسة أومليل» وتحالف قائدها الآغا «بن زعموم» مع الفرنسيين إيذانا ببسط النفوذ الفرنسي في كامل فضاء القبائل المنخفضة.

### معركة يسر (1846م)

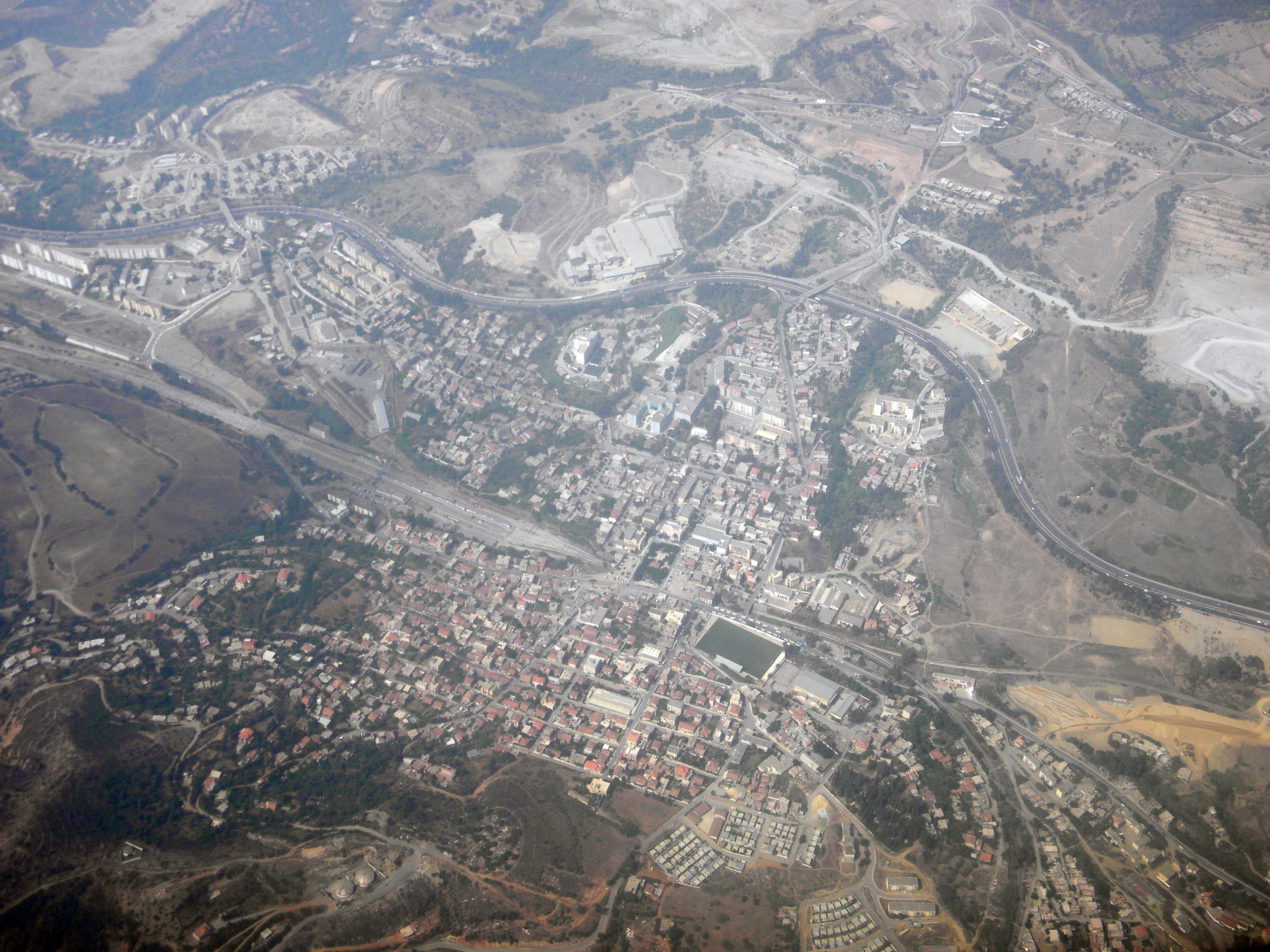
تيزي نايث عيشة

نشبت معركة بين مقاومي «أحمد بن سالم» والجنود الفرنسيين في منطقة «ثنية بني عائشة» و«يسر» خلال سنة 1846م. وكانت القوات الفرنسية، بقيادة «الجنرال جنتيل» (بالفرنسية: Jean-François Gentil)‏ و«العقيد بلانجيني» (بالفرنسية: Jean-Baptiste Blangini)‏، قد هاجمت مخيم «أحمد بن سالم» قرب وادي يسر في شهر فيفري 1846م. فقد انتشر في مدينة الجزائر يوم 6 فيفري 1846م أن «أحمد بن سالم» خلال إحدى تحركاته السريعة قام بالهجوم على منطقة وادي يسر أين سلب كثيرا من الأملاك والمواشي من القبائل المتعاونة مع فرنسا.
وكان تعداد جنود «أحمد بن سالم» يتراوح بين 400 و500 فارس باغت بهم يوم 5 فيفري 1846م بعض الدواوير المتعاونة المحيطة بوادي يسر التي كان الفرنسيون قد أعطوها تعليمات بعدم البقاء قريبا من الضفة الشرقية للوادي، إلا أن بقاء هؤلاء المتعاونين في مضاربهم سمح للخليفة «أحمد بن سالم» بالهجوم عليهم وسلب ممتلكاتهم.
وبعد انتهاء الهجوم والسلب، غادر «أحمد بن سالم» سهل يسر بغنائمه ليختبئ في أيت بوعدو في أعالي منطقة القبائل. فقامت السلطة العسكرية في مدينة الجزائر بالتعامل الجدي مع هذا الهجوم المباغت على حلفاء فرنسا في يسر من خلال إجراءات تأمين هذا السهل الواقع شرق سهل متيجة من أخطار المتمردين. فتم إرسال مفرزات من قوات الاحتلال انطلاقا من مدينة الجزائر متمثلة في فرقة من الفوج الخامس من صيادي أفريقيا وكتيبة من فوج الهندسة العسكرية تم توجيههم إلى منطقة خميس الخشنة (الفندق).

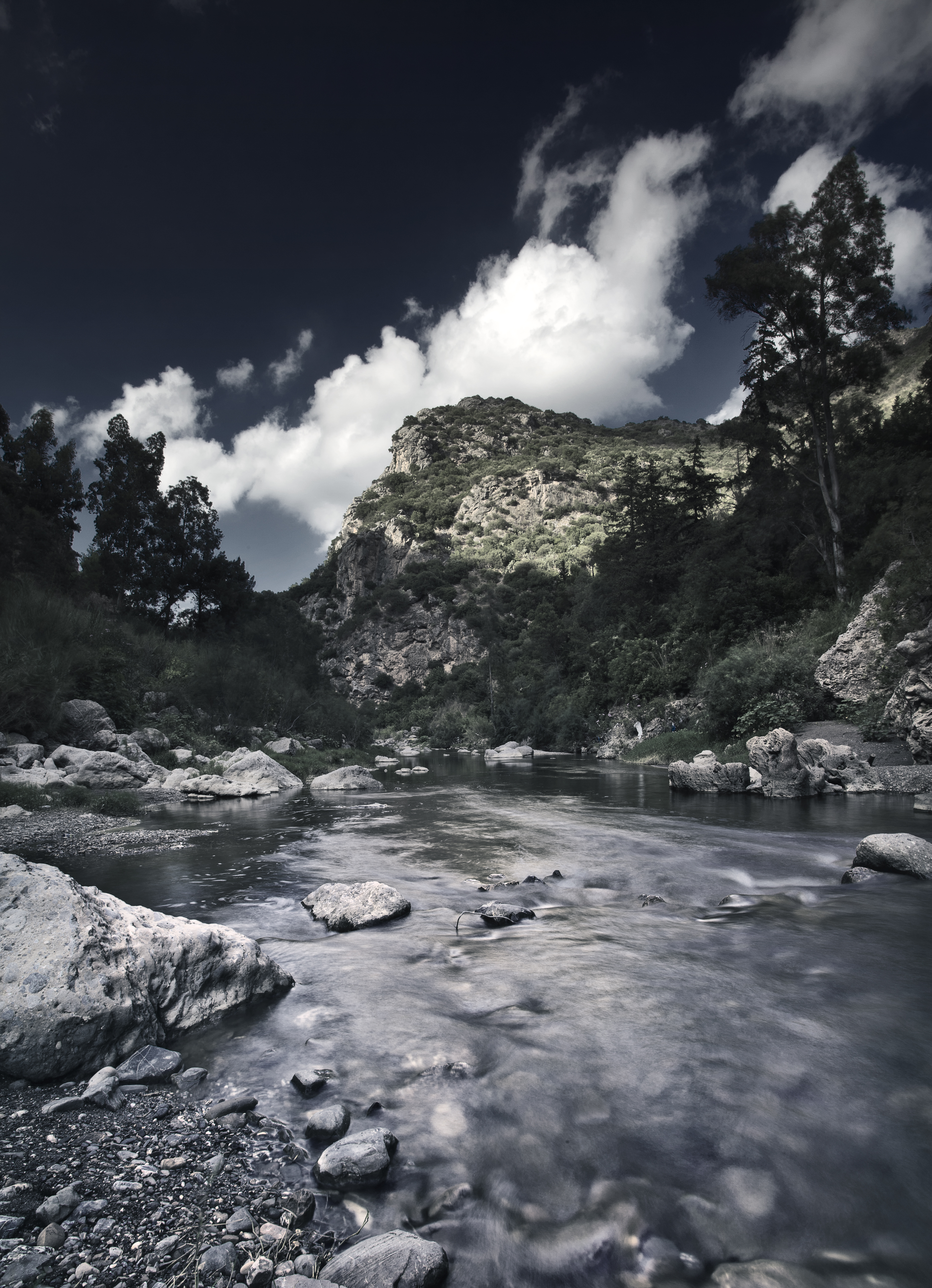
وادي يسر

وقد سارت بعض هذه المفرزات طوال ليلة 6 فيفري 1846م قصد الوصول السريع والمفاجئ إلى منطقة يسر. ذلك أن هذا الحادث العسكري في منطقة وادي يسر قد أثار المخاوف لدى إدارة الاحتلال الفرنسي في مدينة الجزائر دافعا إياها إلى حماية حلفائها من خلال الانتقام من «أحمد بن سالم».
فانطلق كذلك «العقيد بلانجيني» في يوم الاثنين 2 فيفري 1846م من منطقة وادي قورصو متوجها إلى مدينة دلس لتعويض كتيبة من الفوج الثاني من الفرسان الخِفاف والفوج الثامن والخمسين من المشاة كانت معسكِرة في دلس. وقد بلغت «العقيد بلانجيني» أنباءُ هجوم «أحمد بن سالم» على منطقة يسر في اليوم الأخير من مسيرته نحو دلس، وأن الخليفة «أحمد بن سالم» متواجد قرب وادي يسر رفقة حوالي 100 من فرسانه. فأسرع «العقيد بلانجيني» في سيره ليصل باكرا إلى دلس أين تأكد من نبأ هجوم القبايل على حلفاء فرنسا في يسر.
وعوض أن يبيت مع جنوده في دلس، عاود «العقيد بلانجيني» الانطلاق مباشرة متوجها نحو سهل يسر ليصل إليه في فجر 5 فيفري 1846م أين سمع أصوات طلقات البنادق قرب مضارب «قبائل ماوية». فانطلق نحو دواوير «قبائل ماوية» ليصلها على الساعة التاسعة صباحا لمواجهة جنود «أحمد بن سالم»، فتم تفريق الفرسان الزواوة المائة من طرف الجنود الفرنسيين، مع استعادة الغنائم المسلوبة وتحرير الأسرى المتحالفين مع فرنسا. وأخذ الجنود الفرنسيون بعض الراحة داخل «دواوير ماوية» في صبيحة 5 فيفري 1846م لينطلقوا بعد استيقاظهم في الصباح نحو منطقة ثنية بني عائشة للانصهار مع قوات «الجنرال جنتيل» على السفوح الجنوبية الشرقية لمرتفعات تيزي نايث عيشة.
وتم حينئذ إخبار «الجنرال جنتيل» في مخيمه العيشاوي بأن «أحمد بن سالم» متمركز مع فرسانه قرب «وادي المرجة»، فانطلق الجنود الفرنسيون إلى مخيم «حجرة الجهلاء» أين قضوا كل الليلة. فأقبل بعض الفرسان خلال الليل ليخبروا «الجنرال جنتيل» أن أعداءه القبايل لديهم مخيم في شعبة العامر (فليسة أومليل) فوق «وادي جمعة» في مكان يسمى «شراك الطبول».
وفي ليلة 6 إلى 7 فيفري 1846م، بعد نصف ساعة من منتصف الليل، انطلق الفرنسيون من جديد ليحاولوا مباغتة فرسان «أحمد بن سالم» في مخيمهم عبر التسلل بين المواقع التي وضعوها قرب وادي يسر. وقُبَيْلَ فجر 7 فيفري 1846م بقليل وصلَتْ القوات الفرنسية صدفة إلى مخيم القبايل حينما كان الحراس نائمين وجميع الفرسان يرتاحون ويؤدون صلاة الصبح قبل شروق الشمس. فتم الاكتساح الفرنسي المباغت على مخيم «أحمد بن سالم» ليستيقظ الفرسان الزواوة مدهوشين بسبب الصراخ وطلقات البنادق، محاولين الفرار وتاركين وراءهم الخيول والأسلحة والأغراض وغنائم السلب التي حصلوا عليها في الأيام الماضية. وكانت نتيجة المعركة استحواذ الفرنسيين على 2.500 رأس ماشية، 600 بندقية، مواد غذائية كثيرة، ذخيرة، وبعض الأعلام.
وقد ذكرت الروايات أن «أحمد بن سالم» أو «الأمير عبد القادر» كان أحدهما ضمن الفرسان النائمين ولكنه استطاع الإفلات من القتل أو الأسر. وبما أن الهجوم الفرنسي كان مباغتا، فإن انتصاره كان تاما حيث لم يتم إحصاء أي جريح فرنسي، في حين أن القبايل تكبدوا خسارة حوالي مائة قتيل، إضافة إلى قتل قائدين مهمين من معاوني «أحمد بن سالم» تم سلب أسلحتهما. وعادت كتيبة «الجنرال جنتيل» إثر هذه المعركة إلى مخيمها في «ثنية بني عائشة» عشية يوم 7 فيفري 1846م.

## المناصب العسكرية السامية
تم اقتراح «جان فرانسوا جنتيل» من طرف «الجنرال بيجو» لنيل كرامة «وسام ضابط كبير في جوقة الشرف» بتاريخ 27 أفريل 1846م.
وجاءت ترقيته إلى الرتبة العسكرية المتمثلة في فريق أول (جنرال) قسم بتاريخ 17 أوت 1848م، ليواصل مهامه في نفس المنصب.
ثم تم تعيينه بتاريخ 20 ماي 1849م كعضو في «اللجنة الاستشارية لسلاح المشاة»، ليُعَيَّن بتاريخ 18 جوان 1849م كـ«مفتش عام» في «الفوج الخامس للمشاة» لسنة 1849م.
وتم تكليفه بتاريخ 5 جوان 1850م بـ"المفتشية العامة" المشرفة على الفوج الثامن للمشاة" لسنتَيْ 1850م و1851م.
وتمكن بتاريخ 30 ديسمبر 1851م من نيل شرف تعيينه كعضو في «لجنة قيادة أركان الجيش الفرنسي».

## الرتب العسكرية
| رقم | الرتبة العسكرية      | التاريخ         |
| --- | -------------------- | --------------- |
| 01  | ملازم ثان            | 27 جوان 1809م   |
| 02  | ملازم                | 6 ديسمبر 1811م  |
| 03  | ملازم مدرب رائد      | 15 ديسمبر 1812م |
| 04  | نقيب مدرب رائد       | 8 أفريل 1813م   |
| 05  | نقيب                 | 20 نوفمبر 1816م |
| 06  | مقدم                 | 31 ديسمبر 1835م |
| 07  | عقيد                 | 15 سبتمبر 1839م |
| 08  | ماريشال ميدان        | 28 أفريل 1842م  |
| 09  | فريق أول (جنرال) قسم | 17 أوت 1848م    |

## الأوسمة
تم تقليد وتكريم جان فرانسوا جنتيل عدة مرات بأوسمة عسكرية فرنسية منها:
- الوسام الملكي والعسكري للقديس لويس
- وسام جوقة الشرف
- وسام ليوبولد بلجيكا

## الوفاة
توفي الفريق الأول ماريشال الفيلق جان فرانسوا جنتيل بتاريخ 29 مارس 1852م، بعد تقاعده وعودته من الجزائر إلى فرنسا.
وجاءت وفاته المفاجئة بسبب السكتة التي ألَمَّت به.
وتُوفي في منطقة السين، بضاحية إيل دو فرانس في باريس، عن عمر ناهز 63 سنة.

### مواضيع ذات صلة
- الأفواج العسكرية المساهمة في احتلال الجزائر من طرف فرنسا
- قائمة الحائزين على وسام جوقة الشرف في فرنسا
- معركة يسر (1846)